# Acosmismo
Acosmismo (Akosmismus) è un termine che il filosofo Georg Wilhelm Friedrich Hegel coniò nella seconda edizione della sua Enciclopedia delle scienze filosofiche per riferirsi alla concezione metafisico-teologica di Baruch Spinoza.
Con esso Hegel voleva sostenere che Spinoza, contrariamente a quanto gli era stato a più riprese imputato dai suoi detrattori, non può essere considerato un ateo; e che al contrario egli divinizza il cosmo fino a negare la sua autonomia rispetto a Dio. La parola "acosmismo" è costruita parallelamente ad "ateismo", volendo significare la negazione non dell'esistenza di un Dio oltre la natura, bensì dell'esistenza di una natura indipendente da Dio.
L'espressione è stata impiegata anche per indicare, ad esempio, l'idealismo radicale di un Fichte (che nega la realtà del mondo esterno), l'immaterialismo di un Berkeley (che afferma che i corpi non sono che un prodotto della mente) o il dualismo acosmista di Spir (per il quale il mondo esterno non solo non è spiegabile e privo di una sua ragione, ma logicamente non dovrebbe nemmeno esistere).

## L'acosmismo di Spinoza secondo Hegel
Nella filosofia di Spinoza, la tradizionale distanza che nel pensiero giudaico-cristiano separava il Dio creatore dall'universo creato viene annullata. Dio non è trascendente rispetto al mondo; al contrario, il mondo è la totalità infinita delle modificazioni finite della sostanza che, unica, eterna e infinita, coincide con Dio stesso; Dio insomma è immanente alla Natura, come Spinoza rende esplicito impiegando in diversi luoghi della sua opera principale, l'Etica dimostrata con ordine geometrico, l'espressione Deus sive Natura (letteralmente "Dio ovvero la Natura").
Spinoza negava a Dio ogni antropomorfismo e, chiamando "Dio" la sostanza infinita (che è il sostrato di cui ogni cosa esistente è una modificazione, da cui tutte le cose dipendono per la loro esistenza e per la loro conoscibilità e da cui derivano con inderogabile necessità causale), gli negava anche i caratteri di bontà, libertà e provvidenza.
Questa peculiare concezione di Spinoza portò diversi commentatori a considerarlo un panteista, oppure ad accusarlo di aver abbracciato un modo di intendere Dio che, privandolo di molti dei suoi tratti caratteristici (appunto bontà, libertà, provvidenza), ne snaturava completamente la nozione, e di essere quindi di fatto un ateo.
Hegel rifiutò radicalmente la qualifica di ateo attribuita a Spinoza. Egli sostenne che la concezione spinoziana di Dio e della Natura, lungi dal costituire una negazione di Dio, implicava piuttosto una negazione della vera realtà della Natura, o almeno della sua autonomia rispetto a Dio:
(G.W.F. Hegel, Enciclopedia delle scienze filosofiche, §50 (8/132-133).)
Nel sistema di Spinoza insomma, secondo Hegel, rimane solo Dio: il mondo, ridotto a una semplice determinazione (e cioè negazione, secondo il principio spinoziano e poi hegeliano per cui omnis determinatio est negatio) della sostanza infinita (che, sola, possiede una realtà affermativa), è completamente riassorbito in Dio. Per questo si tratta di un acosmismo, e non di un ateismo. Hegel comunque considera l'acosmismo un errore, così come considererebbe un errore l'ateismo: venendo considerato una mera negazione, il mondo è infatti privato della sua identità, della sua intelligibilità e della sua dinamicità rispetto all'infinito della sostanza. Il fatto che Spinoza consideri gli individui, cioè le cose finite, come modi (cioè modificazioni) della sostanza, che quindi esistono in altro da sé (cioè nella sostanza) e sono conosciuti per mezzo di altro da sé (cioè per mezzo della sostanza), fa sì che nel suo sistema essi vengano privati di ogni realtà affermativa, di ogni esistenza effettiva come individui autonomi. Ciò che Hegel rimprovera a Spinoza è dunque di non aver saputo trovare una dialettica capace di superare i due momenti dell'affermazione e della negazione in una "negazione della negazione" tale da riportare il finito all'infinito di cui è espressione e in cui trova il suo senso.